# Sadberge
Sadberge is een civil parish in het bestuurlijke gebied Darlington, in het Engelse graafschap Durham.